# Mohamed Ould Ghazouani
Mohammed Ould Ghazouani (en arabe : محمد ولد الغزواني), né le 31 décembre 1956 à Boumdeid (Mauritanie), est un général et homme d'État mauritanien, président de la République depuis le 1er août 2019. Chef d'état-major des armées puis ministre de la Défense, il construit une politique de défense mauritanienne qui a fait du pays une exception au Sahel : la Mauritanie n’a subi aucun attentat depuis 2011,. Après un an dans le gouvernement de son prédécesseur, il se présente à l'élection présidentielle de juin 2019 et est élu président de la République avec 52,01 % des voix. Il préside par ailleurs l'Union africaine de 2024 à 2025. Ould Ghazouani est réélu président en 2024.

## Biographie

### Origines
Mohamed Ould Ghazouani naît à Boumdeid, dans la région d'Assaba, le 31 décembre 1956, dans une famille soufie d'origine arabe, réputée en Mauritanie. Il est ainsi le fils d'un chef spirituel de la tribu maraboutique des Ideiboussat,,

### Carrière militaire
Mohamed Ould Ghazouani obtient son baccalauréat en 1977 à Rosso (Mauritanie) puis s’engage l’année suivante dans l’armée nationale. Il suit une formation d'officier à l'Académie royale militaire de Meknès au Maroc. Il finit ses études avec une maîtrise en administration et en sciences militaires, plusieurs qualifications et formations militaires,.
De 1987 à 1991, Ghazouani est aide de camp du président Maaouiya Ould Sid'Ahmed Taya.
Au début des années 1990, il part en Irak suivre une formation de cavalerie avant de revenir prendre la tête du bataillon des blindés. Il devient ensuite chef du deuxième bureau de l’armée mauritanienne, chargé du renseignement militaire.
Le 6 août 2008, Ghazouani est nommé Chef d'état-major des Armées. Puis quelques mois plus tard, il est nommé directeur général de la Sûreté nationale dans le nouveau gouvernement d’Abdel Aziz.

### Carrière politique

#### Ministre de la Défense (2008-2018)
Mohamed Ould Ghazouani dirige l'armée mauritanienne pendant dix ans avant de devenir ministre de la Défense de 2018 à 2019.

#### Élections présidentielles de 2019
Candidat soutenu par le président de la République sortant Mohamed Ould Abdel Aziz à l'élection présidentielle de juin 2019, il est élu dès le premier tour avec 52,01 % des voix, devant Biram Dah Abeid, qui en recueille 18,59 %. Confirmé par le Conseil constitutionnel, il est investi le 1er juillet et prête serment le 1er août,,.
Lors de sa cérémonie d’investiture, onze chefs d’État africains sont présents, dont Macky Sall et Alassane Ouattara, venus assister à la première transition démocratique de la Mauritanie, où les coups d'État successifs ont été fréquents,. Le Président de Côte d’Ivoire, Alassane Ouattara, déclare à cette occasion : « Le transfert du pouvoir d’un président élu à un autre président élu est quelque chose de très important pour la démocratie en Afrique » évoquant l'aspect prometteur de cette transition pacifique du pouvoir,.
Ancien chef d’état-major de 2008 à 2018, il est considéré comme une personnalité consensuelle et comme l’artisan principal des succès de l’armée mauritanienne. La dernière attaque terroriste remonte en Mauritanie à juillet 2011. Selon Alain Antil, de l'Institut français de relations internationales, Ould Ghazouani est « très structuré et était très apprécié dans l'armée mauritanienne. Ce n'est pas du tout un homme de paille ».
Peu après son accession au pouvoir, Ould Ghazouani restructure les groupes spéciaux d'intervention (GSI) et reprend le contrôle du parti présidentiel, dans lesquels l'ancien président avait encore de l'influence. Après son investiture, il commence une série de consultations avec des groupes de la société civile et l'opposition. En outre, certains artistes mauritaniens et d'importants hommes d'affaires comme Mohamed Ould Bouamatou reviennent au pays. Biram Dah Abeid, figure de la lutte contre l’esclavage et ancien opposant à l’élection présidentielle, déclare alors avoir « constaté beaucoup de modération et de pondération » chez le nouveau président.

#### Premier mandat de Président de la République (2019-2024)
Après son élection, il met l’unité nationale et le dialogue au premier plan, et souhaite « réaliser un consensus national autour des questions fondamentales auxquelles le pays est confronté, réaliser les réformes pour un véritable État de droit, conduisant à la normalisation de la vie politique ».
Il promeut une diplomatie apaisée avec ses partenaires internationaux et s’affirme comme partenaire privilégié des Occidentaux dans la lutte contre le terrorisme au Sahel, où la Mauritanie continue à faire figure d’exemple pour sa stabilité dans la sous-région,.
Ghazouani pousse d'importants progrès sociaux en créant une assurance maladie universelle à destination des Mauritaniens aux revenus modestes.

#### Élection de 2024 puis second mandat (depuis 2024)
En avril 2024, Mohamed Ould Ghazouani annonce sa candidature à l'élection présidentielle de 2024, dont il est considéré comme le grand favori.
Le 1er juillet 2024, il est réélu avec 56,1 % des voix dès le premier tour du scrutin. Le 1er août, il prête serment pour un second mandat.

### Formation spirituelle et personnalité
Mohamed Ould Ghazouani est issu d’une lignée musulmane soufie. Il appartient à la riche et influente tribu des Ideiboussat. Il est le petit-fils d’un érudit fondateur de la confrérie des Ghouzhf. À l’instar de Moktar Ould Daddah, le premier président de la Mauritanie indépendante, ses origines lui donnent droit au qualificatif de « sage marabout ».
Il se définit comme un musulman attaché aux valeurs de l’islam et au rite malikite qui se traduit par l’ancrage de valeurs comme la modération, l’abnégation, l’humilité et le sens du partage et de la solidarité. Selon Mohamed Fall Ould Oumeïr Beye, directeur général de l’Agence mauritanienne d’information, il a reçu un solide enseignement religieux dans les plus grandes madrassa et auprès des grands érudits de l’époque,.

### Vie privée
Mohamed Ould Ghazouani est marié à Mariem Mint Mohamed Fadel Ould Dah, docteur en chirurgie dentaire de l’armée mauritanienne,. Le couple a trois garçons et trois filles.
Née en 1980 à Atar, Mariem Mint Mohamed Fadel Ould Dah suit des études de médecine dentaire à Damas, avant de rentrer en Mauritanie. En préparant son recrutement dans l'état-major des Armées mauritaniennes, elle rencontre Mohamed Ould Ghazouani, alors commandant du bataillon blindé. À la suite de la naissance de leur deuxième fils, autiste, elle s'engage pour les enfants handicapés. Elle est ainsi marraine de la fédération des handicapés de Mauritanie et permet l’ouverture du Centre Zayed à Nouakchott, premier centre d’accompagnement des enfants autistes d’Afrique de l’Ouest,,.